# Fiona Gélin (rose)

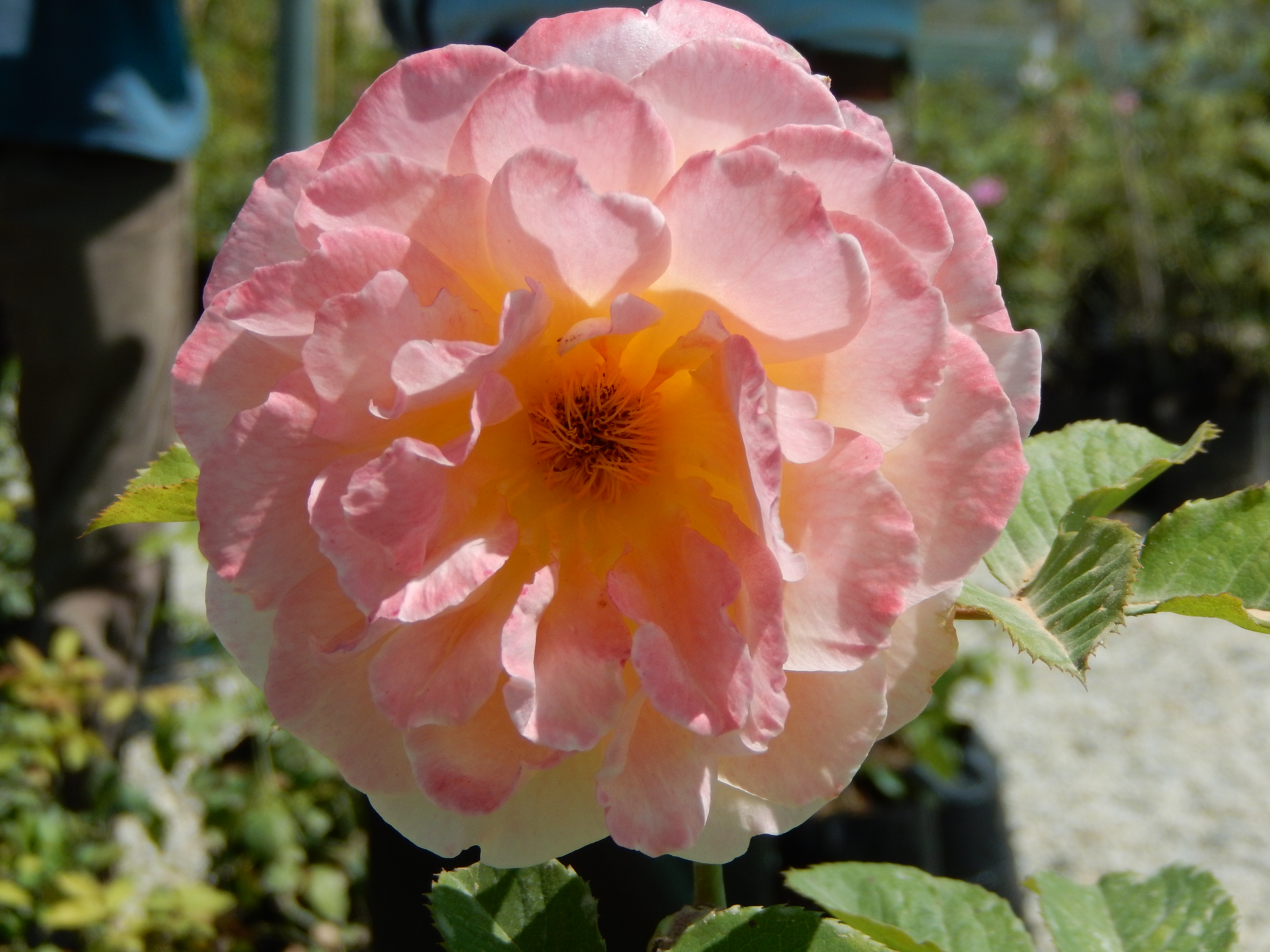
'Fiona Gélin' à la roseraie de Sidi Amor en Tunisie.

'Fiona Gélin' est un cultivar de rosier obtenu en 2006 par le rosiériste français Dominique Massad. Il rend hommage à l'actrice française Fiona Gélin. Il fait partie de la collection « Générosa »,.

## Description
'Fiona Gélin' montre des fleurs (17-25 pétales) qui changent de couleur selon la saison, passant du rose tendre au rose abricot. Elle présente une fleur de taille moyenne et double; c’est une plante vigoureuse et saine. Son buisson qui atteint 100 cm de hauteur, parfois plus, montre un feuillage foncé brillant. Très parfumée, elle exhale des arômes de violette, d'agrumes et de muscat. Sa floraison est remontante et généreuse.
Cette variété résiste à des températures hivernales de -15° C/-20° C. La couleur chatoyante de sa fleur en fait un grand succès des jardins contemporains sous diverses latitudes. Il peut être cultivé aussi bien en massif, qu'en pot ou en balcon.